# Margalida Fullana Riera
Margalida Fullana Riera (Sant Llorenç des Cardassar, 9 d'abril de 1972) és una ciclista mallorquina. El 1988 començà en el ciclisme de carretera, però el 1995 es passà al ciclisme de muntanya.
El 1988 guanyà el campionat d'Espanya en ciclisme de carretera i el 1999 guanyà la Copa del Món disputada a Madrid (Espanya), la Copa del Món disputada a Plymouth (Anglaterra) i la Copa del Món que se celebrà a Houffalize (Bèlgica). Fou campiona del món de relleus per equips i campiona del món de cros country a Are (Suècia). També el 1999 guanyà dos títols de campiona d'Espanya: un en mountain bike i l'altre de fons en carretera. Va aconseguir una medalla de bronze als Jocs Olímpics de Sydney del 2000, i no va obtenir l'or degut a una caiguda. El 2001 va obtenir el Premi Ramon Llull.
El 2008 se li concedí el Premi Jaume II a la campiona del món en la modalitat de bicicleta de muntanya, però molt especialment a una vida, una trajectòria esportiva d'èxit i una esportista que ha dignificat el nom de Mallorca.
El 2010, la Unió Ciclista Internacional la va suspendre provisionalment després que confessés la ingesta de substàncies dopants arran d'una anàlisi d'orina que aixecà sospites.

## Palmarès en ciclisme de muntanya
- 1997
  -  Campiona d'Espanya en Camp a través
- 1998
  -  Campiona d'Espanya en Camp a través
- 1999
  -  Campiona del món en Camp a través
  -  Campiona del món en Camp a través per relleus (amb Roberto Lezaun, Carlos Coloma i José Antonio Hermida)
  -  Campiona d'Espanya en Camp a través
- 2000
  -  Medalla de bronze als Jocs Olímpics del 2000 en Camp a través
  -  Campiona del món en Camp a través
  -  Campiona del món en Camp a través per relleus (amb Roberto Lezaun, Iñaki Lejarreta i José Antonio Hermida)
- 2001
  -  Campiona d'Espanya en Camp a través
- 2002
  -  Campiona d'Espanya en Camp a través
- 2003
  -  Campiona d'Espanya en Camp a través
- 2004
  -  Campiona d'Espanya en Camp a través
- 2005
  -  Campiona d'Espanya en Camp a través
- 2006
  -  Campiona d'Europa en Camp a través
  -  Campiona d'Espanya en Camp a través
- 2008
  -  Campiona del món en Camp a través
  -  Campiona d'Espanya en Camp a través
- 2009
  -  Campiona d'Espanya en Camp a través
- 2013
  -  Campiona d'Espanya en Camp a través

## Palmarès en ruta
- 1999
  -  Campiona d'Espanya en ruta